# 아마우리 놀라스코
아마우리 놀라스코(Amaury Nolasco, 1970년 12월 24일 ~ )는 푸에르토리코 출신의 미국 배우, 제작자이다.

## 출연 작품

### 영화
- 스트리트 킹 (2008)

### 텔레비전
- 프리즌 브레이크 (2005-09)
- CSI: 마이애미 (2009)